# George Saville
George Saville, né le 1er juin 1993 à Camberley, est un footballeur international nord-irlandais évoluant au poste de milieu de terrain à Mansfield Town.

## Biographie
Lors de la saison 2015-2016, il inscrit 5 buts en deuxième division anglaise avec le club des Wolwerhampton Wanderers. 
Le 25 juin 2017, il rejoint Millwall.
Le 31 août 2018, il est prêté à Middlesbrough.
Le 2 juillet 2021, il rejoint Millwall.

## Palmarès
- Champion de League One (D3) en 2015 avec Bristol City